# Brandon Paulson
Brandon Paulson (Minnesota, Estados Unidos, 22 de octubre de 1973) es un deportista estadounidense retirado especialista en lucha grecorromana donde llegó a ser subcampeón olímpico en Atlanta 1996.

## Carrera deportiva
En los Juegos Olímpicos de 1996 celebrados en Atlanta ganó la medalla de plata en lucha grecorromana de pesos de hasta 52 kg, tras el luchador armenio Armen Nazaryan (oro) y por delante del ucraniano Andriy Kalashnykov (bronce).